# Patrick Maroon
Patrick Maroon (né le 23 avril 1988 à Saint-Louis, dans l'État du Missouri aux États-Unis) est un joueur professionnel américain de hockey sur glace. Il évolue au poste d'ailier gauche.

## Carrière de joueur
Maroon joue deux saisons dans la North American Hockey League avant d'être repêché par les Flyers de Philadelphie en 161e position lors du repêchage d'entrée dans la LNH 2007. Il passe la saison 2007-2008 dans la Ligue de hockey de l'Ontario avec les Knights de London puis joue son premier match professionnel lors de cette même saison avec les Phantoms de Philadelphie, club-école des Flyers dans la Ligue américaine de hockey.
Il passe quatre saisons complètes dans la LAH avant de jouer ses premières parties dans la Ligue nationale de hockey en 2011-2012 avec les Ducks d'Anaheim, qui l'avaient acquis des Flyers en novembre 2010. Il parvient à obtenir un poste permanent chez les Ducks en 2013-2014, alors qu'il joue 62 matchs sur les 82 matchs du calendrier régulier et réalise 29 points.
Le 29 février 2016, il est échangé aux Oilers d'Edmonton contre Martin Gernát et un choix de repêchage. Il joue pour la première fois sur la scène internationale avec l'équipe nationale des États-Unis lors de l'édition 2016 du Championnat du monde.
Le 26 février 2018, il est échangé aux Devils du New Jersey en retour des droits de négociations de J.D. Dudek et d'un choix de 3e ronde en 2019. 
Le 10 juillet 2018, il signe un contrat d'une saison à titre de joueur autonome avec les Blues de Saint-Louis.
Il remporte la coupe Stanley en 2019 avec Saint-Louis puis en 2020 et en 2021 avec le Lightning de Tampa Bay.
Le 2 juillet 2023, il est échangé au Wild du Minnesota accompagné de Maxim Cajkovic. En retour, le Lightning de Tampa Bay reçoit un choix de septième ronde de 2024 du Wild du Minnesota.

## Statistiques

### En club
| Saison     | Équipe                   | Ligue      |     | Saison régulière | Saison régulière | Saison régulière | Saison régulière | Saison régulière |    | Séries éliminatoires | Séries éliminatoires | Séries éliminatoires | Séries éliminatoires | Séries éliminatoires |
| Saison     | Équipe                   | Ligue      | PJ  | B                | A                | Pts              | Pun              | PJ               | B  | A                    | Pts                  | Pun                  |                      |                      |
| 2005-2006  | Bandits de Texarkana     | NAHL       | 57  | 23               | 37               | 60               | 61               | -                | -  | -                    | -                    | -                    |                      |                      |
| 2006-2007  | Bandits de Saint-Louis   | NAHL       | 57  | 40               | 55               | 95               | 152              | -                | -  | -                    | -                    | -                    |                      |                      |
| 2007-2008  | Knights de London        | LHO        | 64  | 35               | 55               | 90               | 57               | 5                | 0  | 1                    | 1                    | 10                   |                      |                      |
| 2007-2008  | Phantoms de Philadelphie | LAH        | 1   | 0                | 0                | 0                | 0                | -                | -  | -                    | -                    | -                    |                      |                      |
| 2008-2009  | Phantoms de Philadelphie | LAH        | 80  | 23               | 31               | 54               | 62               | 4                | 1  | 2                    | 3                    | 13                   |                      |                      |
| 2009-2010  | Phantoms de l'Adirondack | LAH        | 67  | 11               | 33               | 44               | 125              | -                | -  | -                    | -                    | -                    |                      |                      |
| 2010-2011  | Phantoms de l'Adirondack | LAH        | 9   | 5                | 3                | 8                | 30               | -                | -  | -                    | -                    | -                    |                      |                      |
| 2010-2011  | Crunch de Syracuse       | LAH        | 57  | 21               | 27               | 48               | 68               | -                | -  | -                    | -                    | -                    |                      |                      |
| 2011-2012  | Crunch de Syracuse       | LAH        | 75  | 32               | 42               | 74               | 120              | 4                | 0  | 0                    | 0                    | 4                    |                      |                      |
| 2011-2012  | Ducks d'Anaheim          | LNH        | 2   | 0                | 0                | 0                | 0                | -                | -  | -                    | -                    | -                    |                      |                      |
| 2012-2013  | Admirals de Norfolk      | LAH        | 64  | 26               | 24               | 50               | 139              | -                | -  | -                    | -                    | -                    |                      |                      |
| 2012-2013  | Ducks d'Anaheim          | LNH        | 13  | 2                | 1                | 3                | 12               | -                | -  | -                    | -                    | -                    |                      |                      |
| 2013-2014  | Ducks d'Anaheim          | LNH        | 62  | 11               | 18               | 29               | 101              | 13               | 2  | 5                    | 7                    | 38                   |                      |                      |
| 2014-2015  | Ducks d'Anaheim          | LNH        | 71  | 9                | 25               | 34               | 82               | 16               | 7  | 4                    | 11                   | 6                    |                      |                      |
| 2015-2016  | Ducks d'Anaheim          | LNH        | 56  | 4                | 9                | 13               | 54               | -                | -  | -                    | -                    | -                    |                      |                      |
| 2015-2016  | Oilers d'Edmonton        | LNH        | 16  | 8                | 6                | 14               | 34               | -                | -  | -                    | -                    | -                    |                      |                      |
| 2016-2017  | Oilers d'Edmonton        | LNH        | 81  | 27               | 15               | 42               | 95               | 13               | 3  | 5                    | 8                    | 28                   |                      |                      |
| 2017-2018  | Oilers d'Edmonton        | LNH        | 57  | 14               | 16               | 30               | 60               | -                | -  | -                    | -                    | -                    |                      |                      |
| 2017-2018  | Devils du New Jersey     | LNH        | 17  | 3                | 10               | 13               | 13               | 5                | 1  | 0                    | 1                    | 0                    |                      |                      |
| 2018-2019  | Blues de Saint-Louis     | LNH        | 74  | 10               | 18               | 28               | 64               | 26               | 3  | 4                    | 7                    | 8                    |                      |                      |
| 2019-2020  | Lightning de Tampa Bay   | LNH        | 64  | 9                | 14               | 23               | 71               | 25               | 1  | 5                    | 6                    | 32                   |                      |                      |
| 2020-2021  | Lightning de Tampa Bay   | LNH        | 55  | 4                | 14               | 18               | 60               | 23               | 2  | 2                    | 4                    | 37                   |                      |                      |
| 2021-2022  | Lightning de Tampa Bay   | LNH        | 81  | 11               | 16               | 27               | 134              | 23               | 4  | 2                    | 6                    | 32                   |                      |                      |
| 2022-2023  | Lightning de Tampa Bay   | LNH        | 80  | 5                | 9                | 14               | 150              | 6                | 0  | 1                    | 1                    | 16                   |                      |                      |
| 2023-2024  | Wild du Minnesota        | LNH        | 49  | 4                | 12               | 16               | 60               | -                | -  | -                    | -                    | -                    |                      |                      |
| 2023-2024  | Bruins de Boston         | LNH        | 2   | 0                | 0                | 0                | 0                | 13               | 0  | 2                    | 2                    | 18                   |                      |                      |
| Totaux LNH | Totaux LNH               | Totaux LNH | 780 | 121              | 183              | 304              | 990              | 163              | 23 | 30                   | 53                   | 215                  |                      |                      |

### En équipe nationale
| Année | Équipe     | Compétition          |    | PJ | B | A | Pts | Pun      |  | Résultat |
| 2016  | États-Unis | Championnat du monde | 10 | 1  | 2 | 3 | 12  | 4e place |  |          |

## Trophées et honneurs personnels

### NAHL
- 2005-2006 : nommé dans l'équipe d'étoiles des recrues de la NAHL
- 2006-2007 : 
  - nommé dans la première équipe d'étoiles de la NAHL
  - nommé meilleur joueur de la NAHL
  - champion de la Coupe Robertson avec les Bandits de Saint-Louis

### Ligue nationale de hockey
- 2018-2019 : champion de la coupe Stanley avec les Blues de Saint-Louis (1)
- 2019-2020 : champion de la coupe Stanley avec le Lightning de Tampa Bay (2)
- 2020-2021 : champion de la coupe Stanley avec les Lightning de Tampa Bay (3)